# جونسون آند جونسون
جونسون آند جونسون (بالإنجليزية: Johnson & Johnson)‏ هي شركة أمريكية مساهمة متعددة الجنسيات، تأسست في 1886. تنتج وتصنع وتعبئ الأجهزة الطبية والأدوية والسلع الاستهلاكية. ذات أسهم عادية وهي إحدى مكونات مؤشر داو جونز الصناعي، كما أنها إحدى شركات لائحة فورتشن 500.
ويقع المقر الرئيسي جونسون آند جونسون في نيو برونزويك، ونيو جيرسي. ولديها نحو 250 شركة تابعة، ولها عمليات في أكثر من 57 بلدا، ومنتجاتها تباع في أكثر من 175 بلدا. وحققت جونسون آند جونسون مبيعات في جميع أنحاء العالم بلغت 65 مليار دولار للسنة التقويمية 2011.
وتشمل عائلة ماركات جونسون آند جونسون أسماء عديدة من الأدوية وإمدادات الإسعافات الأولية. ومن بين تلك المنتجات الاستهلاكية المعروفة: امدادات الإسعافات الأولية و الضمادات وعقار تايلينول ومنتجات جونسون الأطفال ونيوتروجينا ومستحضرات التجميل، وكلين اند كلير وغسول الوجه وعدسات لاصقة (ماركة أكيوفيو).
في 31 ديسمبر 2012، وافقت إدارة الغذاء والدواء على عقار جونسون آند جونسون «سيرتورو»، لمعالجة السل والذي يعد أول دواء جديد لمكافحة العدوى منذ أربعين عاما.

## التاريخ

### 1873-1885: قبل شركة جونسون آند جونسون
روبرت وود جونسون بدأ تدريبه المهني في سن 16 عاما باعتباره المتدرب الصيدلانية في شوط صيدلية ابن عم والدته، جيمس G. الخشب، في باوكيبسي، نيويورك، جونسون شارك في تأسيس شركته الخاصة مع جورج سيبيري في عام 1873. اشتهرت شركة سيبوري للاستشارات وجونسون ومقرها نيويورك بلصقاتها الطبية. مثل روبرت وود جونسون الشركة في المعرض العالمي لعام 1876. هناك سمع شرح جوزيف ليستر لإجراء جديد: جراحة مطهرة. افترق جونسون مع شريكه في العمل، سيبوري للاستشارات في عام 1885.

### 1886: تأسيس شركة جونسون آند جونسون
انضم روبرت وود جونسون إلى إخوته، جيمس وود جونسون وإدوارد ميد جونسون، وأنشأ مجموعة من الضمادات الجراحية المعقمة الجاهزة للاستخدام في عام 1886. أسسوا شركة جونسون آند جونسون في عام 1886، مع 14 موظفًا وثماني نساء وستة رجال. :43 قاموا بتصنيع الإمدادات الجراحية المعقمة والمنتجات المنزلية والأدلة الطبية. ظهرت هذه المنتجات في البداية على شعار يشبه توقيع جيمس وود جونسون، وهو مشابه جدًا للشعار الحالي. عمل روبرت وود جونسون كأول رئيس للشركة.

### 1887-1942: التاريخ المبكر
باعت الشركة اللاصقات الطبية مثل بلاستر بلاك بيرفكت تافيتا كورت من جونسون آند جونسون  وصنعت أيضًا أول منتجات جراحية معقمة في العالم، بما في ذلك الغرز والقطن الماص والشاش. نشرت الشركة «الطرق الحديثة لمعالجة الجروح المطهرة»، وهو دليل حول كيفية إجراء جراحة معقمة باستخدام منتجاتها، وفي عام 1888، وزعت 85000 نسخة على الأطباء والصيادلة في جميع أنحاء الولايات المتحدة. :3–99 تمت ترجمة الدليل إلى ثلاث لغات وتم توزيعه في جميع أنحاء العالم. تم تصميم أول مجموعة إسعافات أولية تجارية في عام 1888 لدعم عمال بناء السكك الحديدية، الذين كانوا في الغالب على بعد مئات الأميال من الرعاية الطبية. تضمنت المجموعات إمدادات طوارئ مطهرة وتوجيهات للاستخدام الميداني. في عام 1901، نشرت الشركة دليل الإسعافات الأولية، وهو دليل لتطبيق الإسعافات الأولية.
في عام 1889، عينت الشركة الصيدلي فريد كيلمر كأول مدير علمي لها، والذي قاد البحث العلمي وكتب كتيبات تعليمية. كان أول إنجازات كيلمر كمدير علمي هو تطوير عملية التعقيم الصناعي. كان يعمل في الشركة حتى عام 1934. كان لدى شركة جونسون آند جونسون أكثر من 400 موظف و 14 مبنى بحلول عام 1894. في عام 1894، بدأت الشركة في إنتاج بودرة الأطفال من جونسون، وهي أول منتجات الشركة للأطفال. قدمت الشركة أول مجموعة أمومة في العالم في عام 1894 للمساعدة في الولادات في المنزل. احتوت المجموعة على صابون مطهر ومناديل صحية وشريط لاصق وبودرة أطفال من جونسون. تم تسويق المنتجات لاحقًا بشكل منفصل، بما في ذلك «مناشف Lister's»، أول فوط صحية منتجة بكميات كبيرة في العالم. كتب كيلمر «النظافة في الأمومة»، وهو دليل إرشادي للأمهات قبل الولادة وبعدها. في عام 1904، وسعت الشركة منتجاتها للعناية بالأطفال من خلال "Lister's Sanitary Diapers"، وهو منتج حفاضات للأطفال الرضع. خلال الحرب الإسبانية الأمريكية، طورت شركة جونسون آند جونسون وتبرعت بـ 300000 ضمادة جراحية مضغوطة مغلفة للجنود في الميدان  :78 وابتكرت نقالة الصدمات للمسعفين الميدانيين. تبرعت الشركة بمنتجاتها في جهود الإغاثة من كارثة إعصار جالفستون عام 1900  :79 وزلزال سان فرانسيسكو عام 1906. قامت شركة جونسون آند جونسون بتلقيح جميع موظفيها ضد الجدري خلال وباء الجدري عام 1901. وظفت الشركة أكثر من 1200 شخص بحلول عام 1910. شكلت النساء نصف القوى العاملة في الشركة وقادت ربع إداراتها. توفي روبرت وود جونسون عام 1910، وخلفه أخوه جيمس وود جونسون كرئيس للشركة.
خلال الحرب العالمية الأولى، زادت مصانع جونسون آند جونسون الإنتاج لتلبية مطالب الحرب للمنتجات الجراحية المعقمة. في عام 1916، استحوذت الشركة على شركة شركة تصنيع شيكوبي في شيكوبي فولز، ماساتشوستس لتلبية الطلب. :129 قرب نهاية الحرب العالمية الأولى، تفشى وباء إنفلونزا عام 1918. ابتكرت الشركة ووزعت قناع وبائي ساعد في منع انتشار الأنفلونزا.

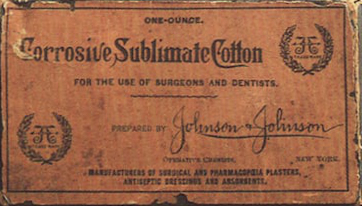
عبوات قطنية متصاعدة مبكرة قابلة للتآكل تحمل شعار التوقيع

في عام 1919، افتتحت شركة جونسون آند جونسون مصنع جيلمور بالقرب من مونتريال، وهو أول مصنع لها خارج الولايات المتحدة،  والذي أنتج منتجات جراحية للعملاء الدوليين. في عام 1924 تم افتتاح أول منشأة تصنيع خارجية للشركة في سلاو، إنجلترا. في عام 1920، قام إيرل ديكسون بدمج منتجي جونسون آند جونسون، وهما شريط لاصق وشاش، لإنشاء أول ضمادة لاصقة تجارية. بدأت الضمادات اللاصقة للإسعافات الأولية مبيعاتها في العام التالي. في عام 1921، أصدرت الشركة صابون جونسون للأطفال. سميت شركة جونسون آند جونسون على اسم منشأة ماساتشوستس، حيث قامت ببناء مصنع نسيج ومدينة تابعة للشركة، شيكوبي، خارج غينزفيل، جورجيا. في الثلاثينيات، وسعت الشركة عملياتها إلى الأرجنتين والبرازيل والمكسيك وجنوب إفريقيا. في عام 1931، قدمت شركة جونسون آند جونسون أول جل موانع للحمل بوصفة طبية تم تسويقه باسم Ortho-Gynol. أصبح روبرت وود جونسون الثاني رئيسًا للشركة في عام 1932. خلال فترة الكساد الكبير، أبقت شركة جونسون آند جونسون جميع عمالها موظفين ورفعت الأجور بنسبة خمسة بالمائة. :191 في عام 1933، كتب روبرت وود جونسون الثاني رسالة إلى فرانكلين روزفلت، دعا فيها إلى قانون اتحادي لزيادة الأجور وتقليل ساعات العمل لجميع العمال الأمريكيين. :199 كما افتتحت الشركة منشأة جديدة في شيكاغو خلال تلك الفترة. :191 كتب جونسون ووزع «جرب الواقع: مناقشة للساعات والأجور والمستقبل الصناعي» لإقناع قادة الأعمال باتباع قيادته، داعياً إلى أن الأعمال التجارية أكثر من الربح وأن الشركات لديها مسؤوليات تجاه المستهلكين والموظفين والمجتمع. في «جرب الواقع»، أصبح القسم بعنوان «فلسفة صناعية» فيما بعد عقيدة الشركة. في عام 1935، تمت إضافة زيت جونسون للأطفال إلى مجموعة منتجات الأطفال. تمت صياغة وتجنيد كل من موظفي شركة جونسون آند جونسون ذكورًا وإناثًا خلال الحرب العالمية الثانية. ضمنت الشركة ألا يفقد أي شخص وظيفته عند عودته إلى الوطن. تم تعيين روبرت وود جونسون الثاني رئيسًا لشركة مصانع الحرب في واشنطن العاصمة، وقد ضمن عمله للمصانع الأمريكية التي تضم أقل من 500 موظف الحصول على عقود حكومية.

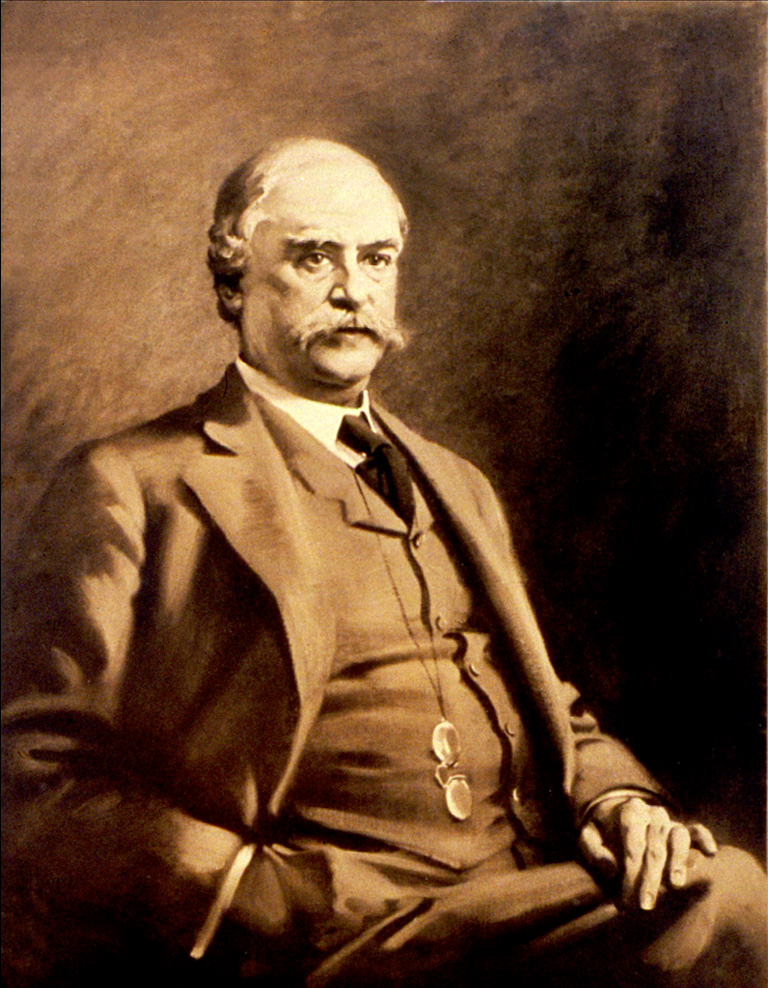
روبرت وود جونسون

### 1943 - 1944: عقيدة الذهاب للعامة
في عام 1943، بينما كانت الشركة تستعد لطرحها العام الأولي (IPO)، كتب روبرت وود جونسون ما ستطلق عليه الشركة، «عقيدتنا»،  وثيقة تعريفية تم استخدامها لتوجيه قرارات الشركة على مر السنين. أكملت الشركة الاكتتاب العام وأصبحت شركة عامة في عام 1944.

### 1959: ماكنيل لمنتجات الرعاية الصحية
تأسست ماكنيل لمنتجات الرعاية الصحية في 16 مارس 1879 من قبل روبرت مكنيل. في عام 1904، أصبح روبرت لينكولن ماكنيل، أحد أبناء ماكنيل، جزءًا من الشركة، وأنشأوا معًا مختبرات ماكنيل في عام 1933. ركزت الشركة على التسويق المباشر للأدوية الموصوفة للمستشفيات والصيادلة والأطباء. بدأ تطوير عقار الاسيتامينوفين تحت قيادة روبرت إل ماكنيل الابن، الذي شغل فيما بعد منصب رئيس الشركة. في عام 1959، استحوذت شركة جونسون آند جونسون على مختبرات ماكنيل وبعد عام واحد، تمكنت الشركة من بيع تايلينول لأول مرة بدون وصفة طبية. في عام 1977، تم إنشاء شركتين فرعيتين: منتجات ماكنيل الطبية وشركة ماكنيل للمنتجات الاستهلاكية (المعروفة أيضًا باسم ماكنيل لمنتجات الرعاية الصحية). في عام 1993، اندمجت منتجات ماكنيل الطبية مع أورثو للأدوية لتشكيل أورثو-ماكنيل. في عام 2001، غيرت ماكنيل لمنتجات الرعاية الصحية اسمها إلى ماكنيل المستهلك والمنتجات الطبية المتخصصة. تم تغيير الاسم لاحقًا إلى «ماكنيل لمنتجات الرعاية الصحية».

### 1959: سيلاج
في عام 1933، أنشأ الكيميائي السويسري بيرنهارد جوس مختبرًا صغيرًا للبحوث في شافهاوزن، سويسرا.[بحاجة لمصدر] أدى هذا إلى تأسيس شركة مختبر الصناعة الكيميائية (معمل الصناعة الكيميائية أو سيلاج) في 12 مايو 1936.[بحاجة لمصدر] في عام 1959، انضم سيلاج إلى شركة جونسون آند جونسون.[بحاجة لمصدر] في أوائل التسعينيات، انضمت أقسام التسويق في سيلاج و يانسن للأدوية لتشكيل جانسن سيلاج.[بحاجة لمصدر] لا تزال الأقسام غير التسويقية تعمل باسمها الأصلي.[بحاجة لمصدر]

### استجابةفيروس كورونا (كوفيد -19)
خصصت شركة جونسون آند جونسون أكثر من مليار دولار لتطوير لقاح غير ربحي COVID-19 بالشراكة مع هيئة البحث والتطوير الطبي الحيوي المتقدم (BARDA)، مكتب مساعد الوزير للتأهب والاستجابة (ASPR) في وزارة الصحة والخدمات الإنسانية الأمريكية (HHS). قال بول ستوفيلز من شركة جونسون آند جونسون، «من أجل الانطلاق بسرعة، يلتزم العاملون في شركة جونسون آند جونسون بالقيام بذلك، ونقول جميعًا إننا سنقوم بذلك بدون تحقيق الربح. هذه هي الطريقة الأسرع والأفضل للعثور على جميع أوجه التعاون في العالم لتحقيق ذلك، لذلك نلتزم بجلب هذا على مستوى غير ربحي.»  لقاحات كروسيل ومقرها في ليدن، هولندا، بالشراكة مع مركز مركز بيث إسرائيل ديكونيس الطبي، مسؤولة عن تطوير اللقاح المرشح، بناءً على نفس التكنولوجيا المستخدمة في صنع لقاح الإيبولا. من المتوقع أن يدخل اللقاح المرشح المرحلة الأولى من الدراسة السريرية البشرية في سبتمبر 2020. ارتفع الطلب على المنتج تايلينول مرتين إلى أربعة أضعاف المستويات العادية في مارس 2020. ردا على ذلك، زادت الشركة الإنتاج على مستوى العالم. على سبيل المثال، يعمل مصنع تايلينول في بورتوريكو 24 ساعة في اليوم، سبعة أيام في الأسبوع.

### لقاحفيروس كورونا (كوفيد -19)
في أبريل 2020، دخلت شركة جونسون آند جونسون في شراكة مع كاتال التي ستوفر تصنيعًا واسع النطاق للقاح جونسون آند جونسون في منشأة بلومنجتون في كاتال.  تم توسيع الشراكة لتشمل منشأة كاتالينت الإيطالية في يوليو 2020. في يونيو 2020، أكدت شركة جونسون آند جونسون والمعهد الوطني للحساسية والأمراض المعدية (NIAID) عزمها على بدء التجارب السريرية للقاح جونسون آند جونسون في سبتمبر 2020، مع إمكانية بدء التجارب السريرية البشرية المرحلة 1 2a بوتيرة متسارعة في النصف الثاني من يوليو. في يوليو 2020، تعهدت شركة جونسون آند جونسون بتقديم ما يصل إلى 300 مليون جرعة من لقاحها إلى الولايات المتحدة، مع 100 مليون مقدمًا وخيارًا مقابل 200 مليون جرعة أخرى. الصفقة، التي تبلغ قيمتها أكثر من مليار دولار، سيتم تمويلها من قبل هيئة البحث والتطوير الطبي الحيوي المتقدم (باردا) ووزارة الدفاع الأمريكية. في 5 أغسطس 2020، وافقت الحكومة الأمريكية على دفع أكثر من مليار دولار لشركة جونسون و جونسون (شركة الأجهزة الطبية) لإنتاج 100 مليون جرعة من لقاح COVID-19. كجزء من الاتفاق المتفق عليه، يمكن للولايات المتحدة أن تطلب ما يصل إلى 200 مليون جرعة إضافية من لقاح متلازمة تنفسية حادة وخيمة. في سبتمبر 2020، بدأت شركة جونسون آند جونسون المرحلة الثالثة من تجربة اللقاح القائم على الفيروس الغدي والتي تضم 60 ألف شخص.  تم إيقاف التجربة مؤقتًا في 12 أكتوبر 2020، بسبب مرض متطوع،  لكن الشركة قالت إنها لم تجد أي دليل على أن اللقاح تسبب في المرض وأعلنت في 23 أكتوبر 2020، أنها ستستأنف التجربة. في سبتمبر 2020، اتفقت شركة جراند ريفر لصناعة المعقمات مع شركة جونسون آند جونسون، على دعم تصنيع فيروس كورونا المرشح، بما في ذلك نقل التكنولوجيا وتصنيع الملء والإنهاء.
 في 29 كانون الثاني (يناير) 2021، أصدرت شركة جونسون آند جونسون تقريرًا عن الفعالية يستند إلى بيانات من تجربة المرحلة 3 من لقاحها وفقًا للبيانات، لقاح الشركة الجديد، وهو عبارة عن طلقة واحدة مقارنةً بلقاح بيوأنتك أوموديرنا. يعتبر العلاج فعالاً بنسبة 66٪  بشكل عام فيما يتعلق بالوقاية من الأشكال المتوسطة إلى الشديدة من جائحة كوفيد-19 لدى الأشخاص الذين تلقوا اللقاح، و 85٪ فعال فيما يتعلق بقدرته على منع الأشكال الشديدة من المرض.

## البنية
مع أكثر من 250 شركة في «مجموعة شركات جونسون آند جونسون»، تعمل الشركة في ثلاثة أقسام واسعة: الرعاية الصحية الاستهلاكية والأجهزة الطبية والأدوية.
| الرعاية الصحية الاستهلاكية | الأجهزة الطبية                                          | الأدوية |
| --- | ------------------------------------------------------- | --- |
| - عناية الطفل - العناية بالبشرة والشعر - العناية بالجروح والموضوعات - العناية بصحة الفم - صحة المرأة - ماكنيل لمنتجات الرعاية الصحية - الأدوية المضادة - التغذية | - بيوسينس ويبستر - سيرينوفوس - توليفات دي بوي - إيثيكون | - يانسن - ابتكار الرعاية الصحية - شركة يانسن للادوية - علاجات يانسن - يانسن للشؤون العلمية - ماكنيل لمنتجات الرعاية الصحية - كروسيل |

## تمويل
بالنسبة للسنة المالية 2018، أعلنت شركة جونسون آند جونسون عن أرباح بلغت 15.3 مليار دولار أمريكي، بإيرادات سنوية قدرها 81.6 مليار دولار أمريكي، بزيادة قدرها 6.7٪ عن الدورة المالية السابقة. تم تداول أسهم جونسون آند جونسون بأكثر من 126 دولارًا أمريكيًا للسهم الواحد، وبلغت قيمتها السوقية أكثر من 367.5 مليار دولار أمريكي في سبتمبر 2018.
| سنة  | ربح في مليون دولار أمريكي$ | صافي الدخل في مليون دولار أمريكي$ | موظفين  |
| ---- | -------------------------- | --------------------------------- | ------- |
| 2005 | 50514                      | 10060                             | 115600  |
| 2006 | 53324                      | 11.053                            | 122،200 |
| 2007 | 61095                      | 10576                             | 119،200 |
| 2008 | 63747                      | 12،949                            | 118.700 |
| 2009 | 61897                      | 12266                             | 115500  |
| 2010 | 61.587                     | 13334                             | 114000  |
| 2011 | 65.030                     | 9672                              | 117900  |
| 2012 | 67224                      | 10853                             | 127600  |
| 2013 | 71312                      | 13831                             | 128100  |
| 2014 | 74331                      | 16323                             | 126،500 |
| 2015 | 70،074                     | 15409                             | 127100  |
| 2016 | 71890                      | 16.540                            | 126400  |
| 2017 | 76450                      | 1300                              | 155000  |
| 2018 | 81.581                     | 15297                             | 134000  |
| 2019 | 100،000                    | 41800                             | 132،200 |

## حوكمة الشركات
الأعضاء الحاليون في مجلس إدارة شركة جونسون آند جونسون لعام 2020 هم: أليكس جورسكي، وماري سي بيكرلي، وسكوت ديفيس، وإيان إل ديفيس، وجنيفر داودنا، ومارك ب.مكليلان، وآن إم. ملكاهي، وويليام بيريز، تشارلز برنس، أ. يوجين واشنطن، مارلين أ.هيوسون، هوبرت جولي، ورونالد ويليامز. ومارك وينبرغر. الأعضاء الحاليون في اللجنة التنفيذية لجونسون آند جونسون هم: جوزيف وولك ( المدير المالي للشركة )، بيتر فاسولو، وآشلي ماكيفوي، وتيبوت مونجون، وبول ستوفيلز، ومايكل سنيد، وجنيفر توبر، ومايكل أولمان، وكاثي وينجل. في 2 يوليو 2018، أصبح رئيس قسم الأدوية في شركة جونسون آند جونسون، جواكين دواتو، نائب رئيس اللجنة التنفيذية.

### الرؤساء
- روبرت وود جونسون الأول (1887–1910)
- جيمس وود جونسون (1910-1932)
- روبرت وود جونسون الثاني (1932–1963)
- فيليب بي هوفمان (1963-1973)
- ريتشارد ب. سيلارز (1973–1976)
- جيمس إي بورك (1976-1989)
- رالف س. لارسن (1989-2002)
- ويليام سي ويلدون (2002-2012)
- أليكس جورسكي (2012 إلى الوقت الحاضر)

### المقر
تاريخياً، كانت الشركة تقع على قناة ديلاوير وراريتان في نيو برونزويك. فكرت الشركة في نقل مقرها الرئيسي من نيو برونزويك في الستينيات لكنها قررت البقاء في المدينة بعد أن وعد مسؤولو المدينة بتنشيط وسط مدينة نيو برونزويك من خلال هدم المباني القديمة وبناء أخرى جديدة. بينما فقدت نيو برونزويك العديد من الهياكل التاريخية، بما في ذلك المنزل المبكر لجامعة روتجرز، ومعظم واجهتها البحرية التجارية التاريخية لجهود إعادة التطوير، فإن التحسين قد جذب الناس مرة أخرى إلى نيو برونزويك. استأجرت شركة جونسون آند جونسون هنري ن. كوب من شركة بي كوب فريد لتصميم مقرها الرئيسي الجديد. جونسون وجونسون بلازا، في حديقة عبر مسارات السكك الحديدية من الجزء القديم من المقر، هي واحدة من أطول المباني في نيو برونزويك. تم استبدال امتداد قناة ديلاوير وراريتان بمقر الشركة بامتداد من الطريق 18 في أواخر التسعينات،  بعد نزاع طويل. في عام 2002، أصدرت الشركة خطتها لإنشاء مقر لتكنولوجيا المعلومات لمنطقة آسيا والمحيط الهادئ في نيو ساوث ويلز في غضون خمس سنوات.

## منتجات
تنقسم أعمال الشركة إلى ثلاثة قطاعات رئيسية، الأدوية والأجهزة الطبية والمنتجات الاستهلاكية. في عام 2015، ساهمت هذه القطاعات بنسبة 44.9٪ و 35.9٪ و 19.2٪ على التوالي من إجمالي إيرادات الشركة.

### أجهزة طبية
تشمل القطاعات التي تنشط فيها الشركة:
- علم الجمال (اثيكون، مينتور)
- عدم انتظام ضربات القلب (بيوسين ويبستر)
- جراحة البدانة للسمنة (اثيكون)
- أمراض القلب والأوعية الدموية (بيوسين وبستر، وشركة)
- رعاية مرضى السكري (لايف سكان، شركة أنيماس)
- الأذن والأنف والحنجرة (أككلارنت)
- الجراحة العامة (اثيكون، القدمان العصبية)
- جراحة الفتق (اثيكون)
- أجهزة توصيل الأنسولين (أنيما)
- الأمراض العصبية الوعائية (كودمان، دي بوي سينثيس)
- تقويم العظام (دي بوي سينثيس): إعادة بناء مشتركة، صدمة، عمود فقري، طب رياضي، وأدوات الطاقة
- أجهزة قياس ذاتي لمراقبة الجلوكوز في الدم (لايف سكان)
- الأدوات الجراحية والوقاية من العدوى (منتجات التعقيم المتقدمة)
- جراحة المسالك البولية (اثيكون)
- العناية بالبصر (فيستاكون)

### صحة المستهلك
تشمل القطاعات التي تنشط فيها الشركة:
- رعاية الأطفال
- التغذية
- العناية الصحية الفموية
- الأدوية التي لا يمكن الإفراط في وصفة طبية
- العناية بالبشرة والشعر
- العناية بالبصر

## سجل بيئي
وقد وضعت شركة جونسون آند جونسون عدة أهداف إيجابية للحفاظ على شركة صديقة للبيئة واحتلت المرتبة الثالثة بين أكبر الشركات في الولايات المتحدة في مجلة نيوزويك «الأخضر الترتيب». بعض الأمثلة هي الحد من استخدام المياه، والنفايات، واستخدام الطاقة وزيادة مستوى الشفافية. وافقت شركة جونسون آند جونسون على تغيير عبواتها من الزجاجات البلاستيكية المستخدمة في عملية التصنيع، وتحويل عبوات السوائل إلى حاويات غير بولي فينيل كلوريد.  تعمل المؤسسة مع مبادرة المناخ الشمالي الغربي وبرنامج مسار الأداء البيئي الوطني لوكالة حماية البيئة. بصفتها عضوًا في شراكة الطاقة الخضراء الوطنية، تدير شركة جونسون آند جونسون أكبر مولد للطاقة الشمسية في ولاية بنسلفانيا في موقعها في سبرينج هاوس، بنسلفانيا.

## الاستدعاءات والتقاضي

### جرائم القتل في شيكاغو تايلينول 1982
في 29 سبتمبر 1982، بدأ «ذعر تايلينول» عندما توفي أول فرد من أصل سبعة في منطقة شيكاغو الحضرية، بعد تناول مادة تايلينول ذات القوة الإضافية التي تم ربطها عن عمد بالسيانيد. في غضون أسبوع، سحبت الشركة 31 مليون زجاجة من الكبسولات من تجار التجزئة، مما يجعلها واحدة من أولى عمليات السحب الرئيسية في التاريخ الأمريكي. أدى الحادث إلى إصلاحات في عبوات المواد التي لا تحتاج إلى وصفة طبية وإلى قوانين مكافحة التلاعب الفيدرالية. ما زالت القضية دون حل ولم يتم توجيه اتهامات لأي مشتبه بهم. أشاد خبراء العلاقات العامة ووسائل الإعلام على نطاق واسع باستجابة شركة جونسون آند جونسون السريعة، بما في ذلك الاستدعاء على الصعيد الوطني، وكانت المعيار الذهبي لإدارة أزمات الشركات.

### استدعاء منتج الأطفال 2010
في 30 أبريل 2010، ماكنيل المستهلك الرعاية الصحية، وهي شركة تابعة لشركة جونسون وجونسون، طوعا أشارت 43 الافراط في مكافحة الأدوية للأطفال، بما في ذلك تايلينول، تايلينول بالإضافة إلى ذلك، موترين، زيرتيك وبينادريل. تم إجراء الاستدعاء بعد تفتيش روتيني في منشأة تصنيع في فيلادلفيا، الولايات المتحدة كشفت أن بعض «المنتجات قد لا تلبي تمامًا مواصفات التصنيع المطلوبة». قد تحتوي المنتجات المتأثرة على «تركيز أعلى من المكونات النشطة» أو تظهر عيوب تصنيع أخرى. تم تضمين المنتجات التي تم شحنها إلى كندا، وجمهورية الدومينيكان، والمكسيك، وغوام، وغواتيمالا، وجامايكا، وبورتوريكو، وبنما، وترينيداد وتوباغو، والإمارات العربية المتحدة، والكويت، وفيجي. وقالت شركة جونسون آند جونسون في بيان لها إن «تقييم الجودة الشامل عبر عمليات التصنيع الخاصة بها» جار. تم إنشاء موقع ويب مخصص من قبل الشركة يسرد المنتجات المتأثرة ومعلومات المستهلك الأخرى.

### استدعاء استبدال مفصل الورك 2010
في 24 أغسطس 2010، استدعت شركة دي بوي، وهي شركة تابعة لشركة جونسون آند جونسون الأمريكية العملاقة، أطراف الورك الاصطناعية ASR (استبدال السطح المفصلي) من السوق. قال دي بوي إن الاستدعاء كان بسبب بيانات السجل الوطني المشترك غير المنشورة التي تظهر معدل مراجعة بنسبة 12 ٪ للظهور مرة أخرى في خمس سنوات ومعدل مراجعة ASR XL يبلغ 13 ٪. تفشل جميع مفاصل الورك في بعض المرضى، لكن من المتوقع أن يكون المعدل حوالي 1٪ سنويًا. من الناحية المرضية، كان للفشل الاصطناعي آثار عديدة. أدت الحطام المعدني الناتج عن تآكل الغرسة إلى تفاعل دمر الأنسجة الرخوة المحيطة بالمفصل، مما تسبب في إصابة بعض المرضى بإعاقة طويلة الأمد. كما تم إطلاق أيونات الكوبالت والكروم - المعادن التي تم تصنيع الغرسة منها - في الدم والسائل النخاعي الدماغي لدى بعض المرضى. في مارس 2013، أمرت هيئة محلفين في لوس أنجلوس شركة جونسون آند جونسون بدفع أكثر من 8.3 مليون دولار كتعويضات لرجل من مونتانا في أول دعوى قضائية من بين أكثر من 10000 دعوى قضائية معلقة ضد الشركة فيما يتعلق بـ دي بوي المسترجع الآن. قدر بعض المحامين ومحللي الصناعة أن الدعاوى القضائية ستكلف جونسون آند جونسون مليارات الدولارات لحلها.

### استدعاء تايلينول 2010
في عامي 2010 و 2011، استدعت شركة جونسون آند جونسون طواعية بعض المنتجات التي لا تستلزم وصفة طبية، بما في ذلك تايلينول، بسبب الرائحة التي تسببها مادة ثلاثي بروموفينول. في هذه الحالة، تم استخدام 2،4،6-ثلاثي بروموفينول لمعالجة المنصات الخشبية التي تم نقل وتخزين مواد تغليف المنتجات عليها.

### دعوى المساهمين
في عام 2010، رفعت مجموعة من المساهمين دعوى قضائية على مجلس الإدارة بزعم عدم اتخاذ إجراءات لمنع الإخفاقات الجسيمة والمخالفات منذ التسعينيات، بما في ذلك مشاكل التصنيع، ورشوة المسؤولين، والتستر على الآثار الضارة والتسويق المضلل للاستخدامات غير المعتمدة. في البداية رفض القاضي القضية في سبتمبر 2011، لكنه سمح للمدعين بفرصة إعادة النظر في وقت لاحق. في عام 2012، اقترحت شركة جونسون وجونسون تسوية مع المساهمين، تقوم بموجبها الشركة بوضع إجراءات إشراف وجودة وامتثال جديدة ملزمة لمدة خمس سنوات.

### التسويق غير القانوني لـ ريسبيريدون
وجدت هيئات المحلفين في العديد من الولايات الأمريكية أن شركة شركة جونسون آند جونسون مذنبة بإخفاء الآثار الضارة للأدوية المضادة للذهان من شركة يانسن للأدوية ريسبيريدون، التي تنتجها وحدتها، من أجل الترويج لها للأطباء والمرضى على أنها أفضل من الأدوية الجنيسة الأرخص ثمناً، وتسويقها بشكل خاطئ لعلاج المرضى. مع الخرف. الدول التي منحت تعويضات تشمل تكساس (158 مليون دولار)، ساوث كارولينا (327 مليون دولار)، لويزيانا (258 مليون دولار)، وأبرزها أركنساس (1.2 مليار دولار).
في عام 2010، انضمت وزارة العدل الأمريكية إلى دعوى المبلغين عن المخالفات متهمة الشركة بتسويق ريسبيريدون بشكل غير قانوني من خلال أومنيكير، أكبر شركة تزود المستحضرات الصيدلانية لدور رعاية المسنين. تشمل المزاعم أن إدارة الغذاء والدواء الأمريكية (FDA) حذرت شركة شركة جونسون آند جونسون من عدم الترويج لـ ريسبيريدون على أنها فعالة وآمنة للمرضى المسنين، لكنهم فعلوا ذلك، وأنهم دفعوا لشركة أومني كار للترويج للعقار لأطباء الرعاية المنزلية. تم الانتهاء من التسوية في 4 نوفمبر 2013، مع موافقة شركة جونسون آند جونسون على دفع غرامة تبلغ حوالي 2.2 مليار دولار، «بما في ذلك الغرامات الجنائية والمصادرة التي يبلغ مجموعها 485 مليون دولار وتسويات مدنية مع الحكومة الفيدرالية والولايات يبلغ مجموعها 1.72 مليار دولار». خضعت شركة جونسون آند جونسون أيضًا لتحقيقات في الكونغرس تتعلق بالمدفوعات الممنوحة للأطباء النفسيين للترويج لمنتجاتها وكتابة المقالات، ولا سيما جوزيف بيدرمان ووحدة أبحاث الاضطراب ثنائي القطب لدى الأطفال.

## الرشوة الأجنبية
في عام 2011، قامت شركة شركة جونسون آند جونسون بتسوية الدعاوى القضائية التي رفعتها لجنة الأوراق المالية والبورصات الأمريكية بموجب قانون الممارسات الأجنبية الفاسدة ودفعت حوالي 70 مليون دولار في حالة عدم الرضا والغرامات. قدم موظفو جونسون آند جونسون رشاوى ورشاوى للأطباء في اليونان وبولندا ورومانيا للحصول على عمل لبيع الأدوية والأجهزة الطبية وقاموا برشوة المسؤولين في العراق للفوز بعقود في إطار برنامج النفط مقابل الغذاء. تعاونت شركة شركة جونسون آند جونسون بشكل كامل مع التحقيق بمجرد ظهور المشكلات.

### تسويات احتيال المستهلك
في مايو 2017، توصلت شركة شركة جونسون آند جونسون إلى اتفاق لدفع 33 مليون دولار لعدة ولايات لتسوية مزاعم الاحتيال الاستهلاكية في بعض الأدوية التي لا تستلزم وصفة طبية للشركة.

### استخدام رمز الصليب الأحمر
سجلت شركة جونسون آند جونسون الصليب الأحمر كعلامة تجارية أمريكية لـ «اللصقات الطبية والجراحية» عام 1905 واستخدمت التصميم منذ عام 1887. تمت الموافقة على اتفاقيات جنيف، التي احتفظت بشعار الصليب الأحمر لاستخدامات محددة، لأول مرة في عام 1864 وصدقت عليها الولايات المتحدة في عام 1882. ومع ذلك، لم تكن الشارة محمية بموجب القانون الأمريكي لاستخدام الصليب الأحمر الأمريكي والجيش الأمريكي إلا بعد حصول شركة جونسون آند جونسون على علامتها التجارية. يسمح بند في هذا القانون (الآن 18 USC 706) بهذا الاستخدام الموجود مسبقًا للصليب الأحمر بالاستمرار.

علم الصليب الأحمر

يتضمن إعلان صادر عن الولايات المتحدة عند تصديقها على اتفاقيات جنيف لعام 1949 تحفظًا على أن الاستخدامات المحلية الأمريكية للصليب الأحمر قبل عام 1905، مثل جونسون آند جونسون، ستظل قانونية طالما لم يتم استخدام الصليب على «الطائرات، السفن أو المركبات أو المباني أو الهياكل الأخرى، أو على الأرض،»أي الاستخدامات التي يمكن الخلط بينها وبين استخداماتها العسكرية. هذا يعني أن الولايات المتحدة لم توافق على أي تفسير لاتفاقيات جنيف لعام 1949 من شأنه أن يلغي العلامة التجارية لشركة جونسون آند جونسون. يواصل الصليب الأحمر الأمريكي الاعتراف بصلاحية علامة جونسون آند جونسون التجارية.
في أغسطس 2007، رفعت شركة جونسون آند جونسون دعوى قضائية ضد منظمة الصليب الأحمر الأمريكية (ARC)، مطالبةً المؤسسة الخيرية بوقف استخدام رمز الصليب الأحمر على المنتجات التي تبيعها للجمهور، على الرغم من أن الشركة لا تعترض على استخدام المؤسسة الخيرية العلامة لأغراض غير ربحية. في مايو 2008، رفض القاضي في القضية معظم ادعاءات شركة جونسون آند جونسون، وبعد شهر أعلنت المنظمتان أنه تم التوصل إلى تسوية حيث سيستمر الطرفان في استخدام الرمز.

### دعاوى بوسطن العلمية
منذ عام 2003، زعم كل من جونسون آند جونسون ومؤسسة بوسطن العلمية أن الآخر قد انتهك براءات الاختراع التي تغطي الأجهزة الطبية الخاصة بدعامات القلب. تمت تسوية الدعوى عندما وافقت مؤسسة بوسطن العلمية على دفع 716 دولارًامليون لشركة جونسون آند جونسون في سبتمبر 2009 ومبلغ إضافي قدره 1.73 دولار مليار في فبراير 2010. تم تجديد نزاعهم في عام 2014، الآن على أساس نزاع عقد.

### قضية التعدي على براءات الاختراع ضد شركة أبوت
في عام 2007، رفعت شركة جونسون آند جونسون دعوى قضائية ضد شركة أبوت لابوراتوريز بشأن تطوير وبيع عقار هوميرا لعلاج التهاب المفاصل، بدعوى أن شركة أبوت تستخدم التكنولوجيا المرخصة حصريًا لقسم يانسن بايوتك فازت شركة جونسون آند جونسون بالدعوى القضائية، وفي عام 2009 أُمرت شركة Abbott بدفع 1.17 دولار لشركة جونسون آند جونسون مليار دولار في الإيرادات المفقودة و 504 دولار مليون في الإتاوات. أضاف القاضي أيضًا 175.6 دولارًا مليون دولار للفائدة ليصبح المجموع 1.84 دولار مليار. كانت هذه أكبر جائزة لانتهاك براءات الاختراع في تاريخ الولايات المتحدة  حتى قرار 2013 ضد Teva لصالح شركة تاكيدا للأدوية وفايزر مقابل أكثر من 2.1 مليار دولار. في عام 2010 استأنف أبوت الحكم  وفي عام 2011 فاز في الاستئناف.

### غرسات الشبكة المهبلية
اتخذت عشرات الآلاف من النساء في جميع أنحاء العالم إجراءات قانونية ضد شركة جونسون آند جونسون بعد تعرضهن لمضاعفات خطيرة بعد إجراء عملية زرع الشبكة المهبلية. في عام 2016، رفعت ولايتا كاليفورنيا وواشنطن الأمريكية دعوى قضائية ضد الشركة متهمة إياها بالخداع. بدأت أكثر من 700 امرأة دعوى جماعية ضد الشركة في المحكمة الفيدرالية الأسترالية في عام 2017، قائلة للمحكمة إنهن «يعانين من ألم لا يمكن إصلاحه وموهن بعد أن بدأت الأجهزة في التآكل في الأنسجة والأعضاء المحيطة، مما تسبب في التهابات ومضاعفات». وزعمت الدعوى الجماعية أن شركة جونسون آند جونسون، التي «قامت بتسويق» الغرسات بقوة «فشلت في تحذير المرضى والجراحين من المخاطر أو اختبار الأجهزة بشكل كافٍ». تظهر رسائل البريد الإلكتروني بين المديرين التنفيذيين أن الشركة كانت على دراية بالمخاطر في عام 2005 ولكنها استمرت في العمل وقدمت المنتج. في أكتوبر 2019، توصلت الشركة وشركتها الفرعية، إيثيكون إلى تسوية مع 41 ولاية ومقاطعة كولومبيا، دون الاعتراف بالمسؤولية، في دعوى تزعم التسويق المخادع لأجهزة الشبكة الجراحية عبر المهبل. تزعم الدعوى أيضًا أن الشركة فشلت في الكشف عن المخاطر المرتبطة بالمنتج، الذي سحبه شركة جونسون آند جونسون من السوق في عام 2012. بلغ المبلغ الذي تم تسويته في الدعوى حوالي 117 مليون دولار أمريكي.

### بودرة الأطفال
في فبراير 2016، صدرت أوامر لشركة شركة جونسون آند جونسون بدفع 72 مليون دولار كتعويض لعائلة جاكلين فوكس، وهي امرأة تبلغ من العمر 62 عامًا توفيت بسرطان المبيض في عام 2015: قالت الشركة إنها ستستأنف، بحلول مارس 2017، رفعت أكثر من 1000 امرأة أمريكية دعوى قضائية ضد شركة شركة جونسون آند جونسون للتستر على مخاطر الإصابة بالسرطان المحتملة من منتجها Baby Powder ؛ تقول الشركة أن 70 بالمائة من بودرة الأطفال يستخدمها الكبار. في أغسطس 2017، أمرت هيئة محلفين في كاليفورنيا شركة جونسون آند جونسون بدفع 417 مليون دولار لامرأة ادعت أنها أصيبت بسرطان المبيض بعد استخدام منتجات الشركة القائمة على التلك مثل مسحوق جونسون للأطفال للنظافة الأنثوية. وشمل الحكم 70 مليون دولار تعويضات و 347 مليون دولار تعويضات عقابية. قالت شركة شركة جونسون آند جونسون إنها ستستأنف الحكم. في أكتوبر 2017، رفضت محكمة الاستئناف في منطقة ميسوري الشرقية حكم هيئة المحلفين بقيمة 72 مليون دولار في دعوى جاكلين فوكس القضائية، وحكمت أنها تفتقر إلى الولاية القضائية في ميسوري بسبب قرار المحكمة العليا الأمريكية الذي فرض قيودًا على مكان رفع دعوى الإصابة. وقالت المحكمة، «... إنشاء اختصاص قضائي يتطلب علاقة أقوى بين دولة المحكمة وادعاءات المدعي.» في وقت لاحق، قتل هذا الحكم ثلاثة أحكام أخرى حديثة لهيئة محلفين في سانت لويس بأكثر من 200 مليون دولار مجتمعة. فوكس، 62 عامًا، من برمنغهام، ألاباما، توفيت في عام 2015، قبل حوالي أربعة أشهر من عقد محاكمتها في محكمة دائرة سانت لويس. كانت من بين 65 من المدعين، اثنان منهم فقط من ولاية ميسوري. في يوليو 2018، منحت هيئة محلفين في سانت لويس ما يقرب من 4.7 مليار دولار أمريكي كتعويضات لـ 22 امرأة وعائلاتهن بعد أن زعموا أن الأسبستوس في مسحوق التلك جونسون آند جونسون تسبب بسرطان المبيض. على العكس من ذلك، في ديسمبر 2019، حكمت هيئة محلفين في سانت لويس لصالح شركة جونسون آند جونسون في قضية مدعٍ واحد استخدم بودرة الأطفال المحتوية على التلك للشركة لمدة ثلاثين عامًا مع مطالبة مماثلة. في عام 2019، رفض الرئيس التنفيذي للشركة، أليكس جورسكي، الظهور في جلسة استماع بالكونجرس بالولايات المتحدة بشأن سلامة بودرة جونسون الأطفال ومستحضرات التجميل الأخرى القائمة على التلك. قال المتحدث باسم شركة جونسون آند جونسون إرني أودنديتس إن اللجنة الفرعية رفضت عروض الشركة بإرسال خبير في اختبار التلك أو مسؤول تنفيذي في شركة جونسون آند جونسون مسؤول عن المنتجات الاستهلاكية. في أغسطس 2018، قالت شركة شركة جونسون آند جونسون إنها أزلت العديد من المواد الكيميائية من منتجات بودرة الأطفال وأعادت تصميمها لجعل المستهلكين أكثر ثقة في أن المنتجات أكثر أمانًا للأطفال. في كانون الأول (ديسمبر) 2018، مع رفع 11700 شخص دعوى قضائية ضد شركة شركة جونسون آند جونسون بشأن السرطانات التي يُزعم أن سببها بودرة الأطفال، اضطرت الشركة إلى إصدار وثائق داخلية. أظهرت الوثائق أن الشركة كانت على علم بالتلوث بالأسبستوس منذ عام 1971 على الأقل وأمضت عقودًا في إيجاد طرق لإخفاء الأدلة عن الجمهور. في 19 ديسمبر 2018، خسرت الشركة طلبها بنقض حكم هيئة المحلفين الذي قضى لصالح المتهمين، والذي يقضي بدفع 4.14 مليار دولار تعويضات عقابية و 550 مليون دولار تعويضات. على الرغم من أن مادة الأسبستوس مادة مسرطنة معروفة، فإن الارتباط المحتمل بين التلك الخالي من الأسبست والسرطان المزعوم أيضًا في هذه الدعاوى القضائية هو موضوع جدل علمي، كما تمت مناقشته في مدونة نيورولوجيكا بواسطة ستيفن نوفيلا. وجدت دراسة كبيرة أجريت في عام 2003 أن خطر الإصابة بسرطان المبيض ارتفع من خط الأساس 0.0121٪ إلى 0.0161٪ لدى الأشخاص الذين أبلغوا عن استخدام التلك بانتظام في منطقة الأعضاء التناسلية. كانت هناك دراستان إضافيتان على مدى الإثني عشر عامًا التالية، والتي اعتمدت أيضًا على التقارير الذاتية، عن نتائج مماثلة. ومع ذلك، لم تظهر أي من الدراسات الثلاث وجود علاقة بين المدة التي استخدم فيها الشخص التلك ومدى زيادة مخاطر الإصابة بالسرطان، وهو أمر متوقع في التجارب التي أجريت على المواد المسرطنة والمواد السامة الأخرى (انظر العلاقة بين الجرعة والاستجابة ). في مايو 2020، استجابة لانخفاض الطلب، أعلنت شركة شركة جونسون آند جونسون أنها ستتوقف عن بيع بودرة الأطفال التي تحتوي على التلك في الولايات المتحدة وكندا، لكنها ستواصل بيعها في الأسواق الأخرى. وقالت الشركة في بيان إن مخزون التجزئة الحالي من مسحوق التلك سيباع حتى نفاد الكمية، بينما سيستمر بيع مسحوق الأطفال القائم على نشا الذرة في الولايات المتحدة وكندا.

### وباء الأفيون
بحلول عام 2018، أصبحت الشركة متورطة في وباء المواد الأفيونية في الولايات المتحدة وأصبحت هدفًا للدعاوى القضائية. تم رفع أكثر من 500 قضية متعلقة بالمواد الأفيونية اعتبارًا من مايو 2018 ضد شركة جونسون آند جونسون ومنافسيها. في ولاية أيداهو، تعد شركة جونسون آند جونسون جزءًا من دعوى قضائية تتهم الشركة بأنها مسؤولة جزئيًا عن الوفيات الناجمة عن الجرعات الزائدة من المواد الأفيونية. بدأت أول تجربة رئيسية في أوكلاهوما في مايو 2019. في 26 أغسطس 2019، أمر قاضي أوكلاهوما شركة شركة جونسون آند جونسون بدفع 572 مليون دولار مقابل دورها في أزمة المواد الأفيونية،  وفي أكتوبر دفعت شركة جونسون آند جونسون 20.4 مليون دولار لمقاطعتين في أوهايو تحاربان وباء المواد الأفيونية.

### تسوية شمال شرق أوهايو
في أكتوبر 2019، وافقت الشركة على تسوية بقيمة 20.4 مليون دولار أمريكي مع اثنين من مقاطعات أوهايو - كوياهوغا (كليفلاند) وساميت (أكرون). تسمح التسوية للشركة بتجنب محاكمة تتهم شركة جونسون آند جونسون والعديد من شركات تصنيع الأدوية الأخرى بالمساعدة في إثارة وباء المواد الأفيونية في الولايات المتحدة. يُعتقد أن المحاكمة، المقرر إجراؤها في أكتوبر 2019، هي مؤشر لآلاف الدعاوى القضائية المتعلقة بالمواد الأفيونية ضد العديد من مصنعي الأدوية. يوفر الترتيب، الذي لا يتضمن قبولًا للمسؤولية من قبل الشركة، المقاطعات 10 ملايين دولار أمريكي نقدًا، و 5 ملايين دولار أمريكي للمصروفات القانونية و 5.4 مليون دولار أمريكي كمساهمات للمنظمات غير الربحية المرتبطة بالمواد الأفيونية في المقاطعات.